# جزر شارهورن

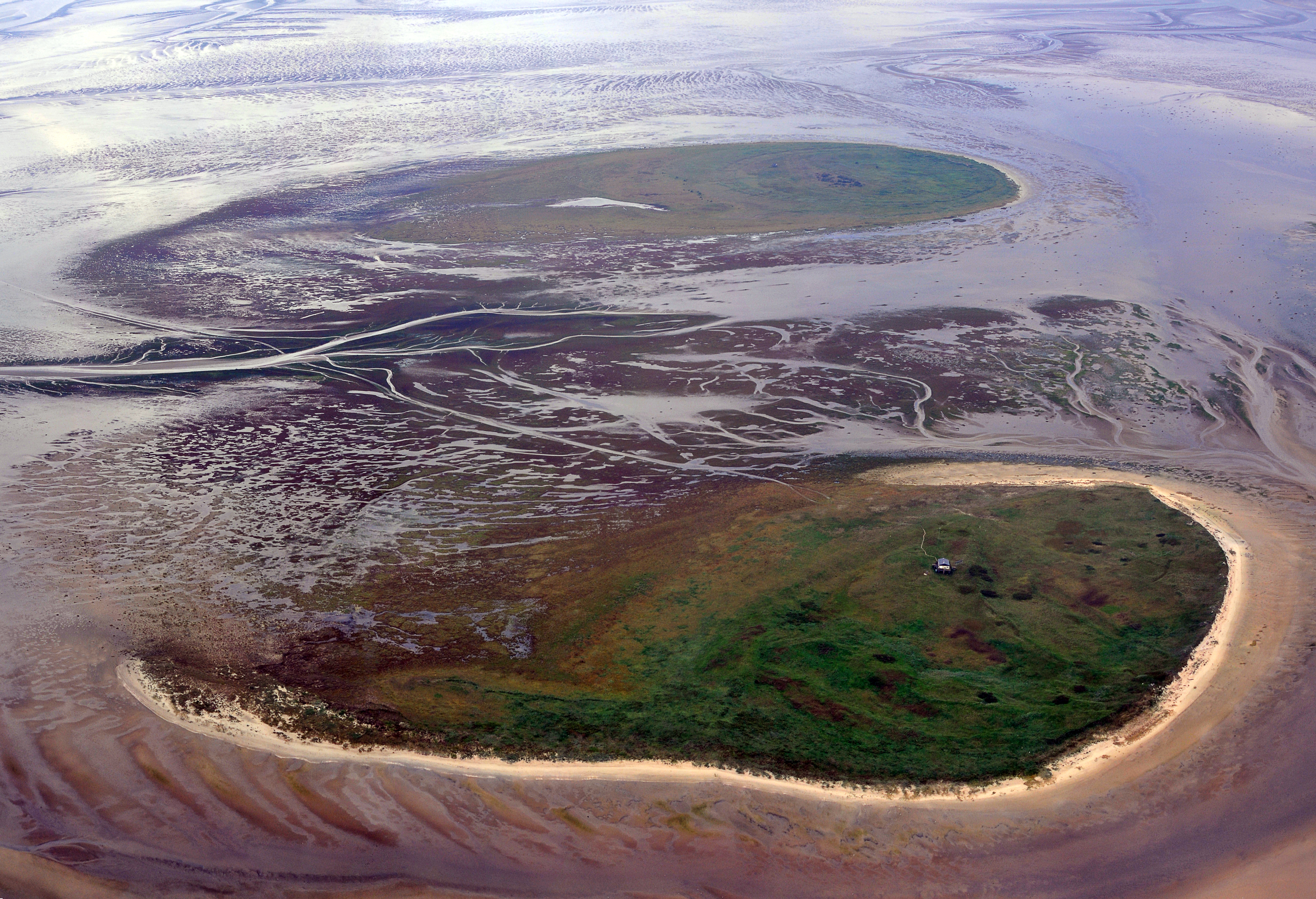
منظر جوي لجزر شارهورن

جزر شارهورن، (Scharhörn). هي جزر غير مأهولة بالسكان في بحر الشمال تنتمي إلى مدينة هامبورغ، ألمانيا. احتفظت مدينة هامبورغ بأهمها على الساحل الشمالى للبحر الشمالى ، وهو مدينة هامبورج ، من 1440 إلى 1979.